# Elisabeth von Hanau († 1446)
Elisabeth von Hanau (* 1416; † 20. Februar 1446) war eine Tochter des Grafen Reinhard II. (* um 1369; † 1451), des ersten Grafen von Hanau, und der Katharina von Nassau-Beilstein († 1459).
Elisabeth heiratete am 4. Mai 1432 Wild- und Rheingraf Johann IV. von Dhaun-Kyrburg (* 1422; † 30. Juni 1476), Landvogt im Elsass seit 1445. Aus dieser Ehe gingen folgende Kinder hervor:
1. Johann V. (* 17. November 1436; † 1495 [vor dem 2. September]), zunächst Domherr in Köln folgt er 1476 seinem Vater in der Herrschaft und heiratet Johanette von Salm
2. Gerhard († 1490), Domherr in Köln, Trier und Mainz, später Domscholastiker in Trier und Mainz, Propst von St. Paulin in Trier und Kanzler des Erzbistums Köln
3. Friedrich, erwähnt 1476/77, wohl als Kind gestorben
4. Gottfried, erwähnt 1477, wohl als Kind gestorben
5. Katharina († 24. November 1473), Äbtissin des Klosters Klarenthal
6. Walpurgis († 1493), verheiratet in erster Ehe mit Graf Kuno von Solms-Lich († 3. Mai 1477), in zweiter Ehe 1479 mit Gottfried von Eppstein († 1532)
7. Margaretha (nachgewiesen 1484–1514), Äbtissin von Kloster Marienberg bei Boppard
8. Elisabeth († 17. Oktober 1513), Äbtissin von Kloster Elten
9. Adelheid (erwähnt 1479), Kanonisse im Stift Gerresheim. Ihre Zuordnung als Tochter von Elisabeth und Gottfried ist nicht gesichert.

## Vorfahren
| Ahnentafel Elisabeth von Hanau | Ahnentafel Elisabeth von Hanau                                                        | Ahnentafel Elisabeth von Hanau                                                        | Ahnentafel Elisabeth von Hanau                                                        | Ahnentafel Elisabeth von Hanau                                                        | Ahnentafel Elisabeth von Hanau | Ahnentafel Elisabeth von Hanau |
| ------------------------------ | ------------------------------------------------------------------------------------- | ------------------------------------------------------------------------------------- | ------------------------------------------------------------------------------------- | ------------------------------------------------------------------------------------- | ------------------------------ | ------------------------------ |
| Urgroßeltern                   | Ulrich III. von Hanau (* 1310; † 1369/70) ⚭ Adelheid von Nassau († 1344)              | Eberhard von Wertheim (* ; † 1373) ⚭ Katharina von Hohenzollern († nach 1369)         | Heinrich I. von Nassau-Beilstein († 1378/80) ⚭ Meyna von Westerburg († 1388)          | Arnold von Randerode ⚭ ?                                                              |                                |                                |
| Großeltern                     | Ulrich IV. von Hanau (* 1330/40; † 1380) ⚭ Elisabeth von Wertheim (* 1347; † 1378)    | Ulrich IV. von Hanau (* 1330/40; † 1380) ⚭ Elisabeth von Wertheim (* 1347; † 1378)    | Heinrich II. von Nassau-Beilstein († 1412) ⚭ Katharina von Randerode († ca. 1415)     | Heinrich II. von Nassau-Beilstein († 1412) ⚭ Katharina von Randerode († ca. 1415)     |                                |                                |
| Eltern                         | Reinhard II. von Hanau (* ca. 1369; † 1451) ⚭ Katharina von Nassau-Beilstein († 1459) | Reinhard II. von Hanau (* ca. 1369; † 1451) ⚭ Katharina von Nassau-Beilstein († 1459) | Reinhard II. von Hanau (* ca. 1369; † 1451) ⚭ Katharina von Nassau-Beilstein († 1459) | Reinhard II. von Hanau (* ca. 1369; † 1451) ⚭ Katharina von Nassau-Beilstein († 1459) |                                |                                |
| Elisabeth                      |                                                                                       |                                                                                       |                                                                                       |                                                                                       |                                |                                |